# Zetomotrichus bidentatus
Zetomotrichus bidentatus – gatunek roztocza z kohorty mechowców i rodziny Zetomotrichidae..
Gatunek ten został opisany w 1977 roku przez Marie Hammer jako Zetomotrichus lacrimans bidentatus.
Mechowiec ten ma zaokrąglone pośrodku rostrum, opatrzone bocznymi zębami na środkowej części krawędzi i organ gruszkowaty z jednym przewodem.
Gatunek znany z Pakistanu.